# KTVA
KTVA, en el canal 11, es la estación de televisión afiliada a CBS en Anchorage, Alaska. La estación es actualmente la única televisora adquirida por la cadena de periódicos MediaNews Group.
KTVA transmite en señal abierta en el canal análogo 11 y el canal digital 28, así como también en el sistema local de cable, GCI.
Las letras que componen la sigla de KTVA significan: K TeleVision Alaska.

## Historia
KTVA fue la primera estación de televisión de Alaska, saliendo al aire el 11 de diciembre de 1953. La estación también emitía algunos programas de NBC a finales de los años 60, hasta que KHAR-TV (actual KIMO) tomó la afiliación a NBC en 1970. La estación también fue una afiliada secundaria a DuMont Television Network en los años 50 . KTVA también emitió Plaza Sésamo desde 1970 hasta que KAKM salió al aire en mayo de 1975.